# Bassa Sababa
〈Bassa Sababa〉（希伯來語：באסה סבבה）是以色列歌手妮塔·巴茨莱，继发表单曲《Toy》后的音乐作品，为2019年的舞蹈节奏电子游戏《舞力全开2020》的歌曲。由妮塔·巴茨莱、阿夫沙洛姆·阿里尔和斯塔夫·比格尔编写和制作。这首歌连同其官方音乐录影带于2019年2月1日发行。在希伯来俚语中用于表示无赖。因为的根源，在这里与歌曲的内容相关。这首歌的意思是“乐趣中心”或“乐趣之源”。

## 创作与背景
在接受以色列杂志“At”的采访时，妮塔·巴茨莱透露歌曲中使用的动物声音可以追溯到她在尼日利亚的童年。大约6岁时，她的家人为了父亲的工作而举家搬迁至尼日利亚。在那期间，她爱上了犀牛，并在歌曲中加入了犀牛的声音，与《Toy》中鸡的声音有异曲同工之妙。此外，她还表示这首歌曲深受K-pop影响。
今日以色列报道称，这首歌是在2018年欧洲歌唱大赛之前创作的，并被送到了歌曲评选委员会。当时，妮塔·巴茨莱想用这首歌来参加比赛，并赢得了Tedy代表的支持，奈何以色列公共广播公司比较喜欢《Toy》。

## 曲目列表
| 数字下载 | 数字下载 | 数字下载 |
| 曲序     | 曲目     | 时长     |
| -------- | -------- | -------- |
| 1.       |          | 2:58     |

| 数字EP — 全球混音 | 数字EP — 全球混音 | 数字EP — 全球混音 |
| 曲序              | 曲目              | 时长              |
| ----------------- | ----------------- | ----------------- |
| 1.                | （）              | 4:09              |
| 2.                | （）              | 7:45              |
| 3.                | （）              | 3:37              |
| 4.                | （）              | 4:07              |
| 5.                | （）              | 4:58              |
| 6.                | （）              | 4:09              |
| 7.                |                   | 2:58              |

## 榜单成绩

### 周榜单
| 榜单 (2019)                                 | 最高位置 | 版本 |
| ------------------------------------------- | -------- | ---- |
| 波蘭（波蘭百大電台榜） Gromee remix version | 23       |      |

## 里程碑
官方音乐录影带发布不到24小时便在当地YouTube热门视频列表中名列前茅，并在那段时间获得了超过一百万的观看次数。
2020年7月30日 ，〈Bassa Sababa〉歌曲点击量正式破亿，成为妮塔·巴茨莱第二首突破1亿点击量的歌曲。2021年9月9日，官方音乐录影带在YouTube上的浏览量已超过2亿次，成为以色列有史以来观看次数最多的音乐录影带。